# Baile de Los Locos
Baile de Los Locos – czwarty studyjny album zespołu Voodoo Glow Skulls. Album został wydany 5 maja 1997 roku przez Epitaph Records.

## Utwory
1. Baile De Los Locos
2. Here We Are Again
3. My Soul Is Sick
4. Bullet Proof
5. Elephantitis
6. Los Hombres No Lloran
7. Nazican
8. Freeballin'
9. Motel Six
10. The Kids Will Have To Pay
11. Nowhere Left To Go
12. This Ain't No Disco

## Autorzy
- Frank Casillas – wokal
- Eddie Casillas – gitara elektryczna
- Jorge Casillas – gitara basowa
- Jerry O’Neill – perkusja
- Brodie Johnson – trąbka
- Gabriel Dunn – trąbka
- James Hernandez – saksofon